# НИИ общей реаниматологии имени В. А. Неговского
Научно-исследовательский институт общей реаниматологии им. В. А. Неговского ФНКЦ РР (НИИОР им. В. А. Неговского) — научное учреждение в Москве, основан в 1936 году как лаборатория по проблеме «Восстановление жизненных процессов при явлениях, сходных со смертью». Главными задачами НИИ является изучение патогенеза, диагностики и лечения критических состояний человеческого организма.

## История
19 октября 1936 года — на базе института нейрохирургии им. академика Н. Н. Бурденко создана Лаборатория специального назначения по проблеме «Восстановление жизненных процессов при явлениях, сходных со смертью», которую возглавил Владимир Александрович Неговский.
21 сентября 1948 года — Приказом Президента АМН СССР Н. Н. Аничковым «Лаборатория экспериментальной физиологии по оживлению организма» АМН СССР выделена в самостоятельное учреждение.
1961 год — на Международном конгрессе травматологов в Будапеште для науки, изучающей механизмы развития критических состояний и разрабатывающей способы замещения функций органов и систем В. А. Неговским предложен термин «реаниматология».
7 февраля 1977 года — На основании приказа Минздрава СССР № 92 лаборатория переименована в "Научно-исследовательскую лабораторию общей реаниматологии АМН СССР".
20 июня 1985 года — Приказом Минздрава СССР № 747 и приказом по Академии медицинских наук СССР № 61 Научно-исследовательская лаборатория общей реаниматологии АМН СССР реорганизована в Научно-исследовательский институт общей реаниматологии АМН СССР.
1990 год — Создан филиал Института в г. Новокузнецке (упразднен в 2012 году).
23 марта 1992 года — Приказом РАМН № 18 институт включен в перечень учреждений, организаций и предприятий, находящихся в подчинении Российской академии медицинских наук, под наименованием «Научно-исследовательский институт общей реаниматологии».
2004 год — Институтом инициировано создание Национального совета по реанимации (НСР). Россия, в лице НСР, становится членом Европейского Совета по реанимации.
25 июня 2008 года — В соответствии с постановлением Президиума РАМН № 147 (Протокол № 8 § 31) «Научно-исследовательский институт общей реаниматологии» РАМН переименован в Государственное учреждение «Научно-исследовательский институт общей реаниматологии» РАМН.
28 сентября 2009 года — В соответствии с распоряжением Правительства Москвы № 2528-РП НИИ присвоено имя В. А. Неговского.
30 декабря 2013 года — НИИ передан в ведение Федерального агентства научных организаций (ФАНО России).
2 сентября 2016 год — Приказом ФАНО России № 439, НИИОР им В. А. Неговского реорганизован путём присоединения в Федеральный научно-клинический центр реаниматологии и реабилитологии.

## Научная деятельность
В настоящее время в институте функционируют лаборатории:
- клинической патофизиологии критических состояний;
- патологии клетки при критических состояниях;
- молекулярных механизмов критических состояний;
- метаболизма при критических состояниях;
- биофизики мембран клеток при критических состояниях;
- экспериментальных исследований;
- технологий жизнеобеспечения при критических состояниях;
- изучения перспективных симуляционных технологий;
- органопротекции при критических состояниях.

Результатами научной деятельности Института в 2006—2016 гг. являются: 44 монографии; 101 учебник и пособие; 74 методические рекомендации и инструкции; 3665 статьей и тезисов, из которых 547 изданы за рубежом; 74 авторских свидетельства на изобретения и патента; 97 диссертации, в том числе 18 докторских.

## Образовательная деятельность
С 1963 года Институт осуществляет подготовку кадров через клиническую ординатуру и аспирантуру по специальности «Анестезиология и реаниматология» и «Патологическая физиология».
С 2001 года в НИИ общей реаниматологии им. В. А. Неговского функционирует диссертационный совет Д001.051.01 по защите диссертаций на соискание ученой степени доктора и кандидата наук по специальности "Анестезиология и реаниматология и «Патологическая физиология» — медицинские науки.
В 2018 году подготовку кадров в ординатуре и аспирантуре по специальности «Анестезиология-реаниматология» и «Патологическая физиология» начал осуществлять созданный на базе ФНКЦ РР Институт высшего и дополнительного профессионального образования.

## Достижения

### Теоретические основы реаниматологии
Учеными Лаборатории, и в первую очередь В. А. Неговским, впервые были получены данные, что смерть, ранее считавшаяся одномоментным явлением, носит стадийный характер, при этом на ранних этапах умирания возможно восстановление жизненно важных функций организма. Полученные В. А. Неговским данные о процессе умирания (монографии «Восстановление жизненных функций организма, находящегося в состоянии агонии или клинической смерти» 1943 г., «Опыт терапии состояний агонии и клинической смерти в войсковом районе» 1945 г., «Патофизиология и терапия агонии и клинической смерти» 1954 г.) легли в теоретическую и практическую основы новой медицинской науки — реаниматологии. При этом были выделены этапы умирания (клиническая и биологическая смерть), введены новые термины: «агональное состояние», «терминальное состояние», «постреанимационная болезнь», «сердечно-легочная реанимация». Полученные данные о методах реанимации были впервые успешно применены на практике в период Великой Отечественной войны.

### Постреанимационная болезнь
Успешный опыт применения реанимационных методов создал предпосылки для изучения функциональных нарушений организма после перенесенной клинической смерти. В. А. Неговским было обращено внимание на тяжелые последствия клинической смерти для организма. В 1972 году для описания изменений функции организма, перенесшего умирание, им был введен термин постреанимационная болезнь.

### Новые методы реанимации
По мере изучения патофизиологии умирания нарастала необходимость в новых методах искусственного поддержания жизненно важных функций организма. При активном участии сотрудников Лаборатории, а впоследствии Института, были разработаны и внедрены в практику такие методы, как искусственная вентиляция легких, искусственное кровообращение, искусственная почка, искусственная печень, искусственная гипотермия. В Институте проведены исследования методов экстракорпоральной детоксикации. Была изучена и изменена концепция их применения при сепсисе, септическом шоке, тяжелой сочетанной травме.

### Острый респираторный дистресс-синдром (ОРДС)
Сотрудниками Института были изучены механизмы развития ОРДС, как состояния, требующего реанимационного пособия и сопровождающегося высокой летальностью. Для этого было исследовано более 5000 случаев заболевания ОРДС в результате различных травм и заболеваний, разработана экспериментальная модель ОРДС, проведен ряд экспериментов на животных. В результате этих исследований сотрудниками НИИОР предложены: критерии диагностики ОРДС, новая классификация ОРДС, методы профилактики и лечения ОРДС.

### Кровезаменители с функцией транспортировки кислорода
Ряд проблем трансфузиологической помощи создал необходимость в растворах, лишенных недостатков донорской крови (возможность несовместимости крови донора и реципиента; малый срок и строгие условия хранения препаратов крови; высокая опасность передачи инфекций; ограниченность запасов донорской крови, особенно в условиях массовых поражений). При участии сотрудников Института был разработан препарат, обладающий газотранспортной функцией — перфторан. В 1996 году препарат вышел на фармацевтический рынок.

### Дефибриллятор
Изучение электрофизиологии миокарда при остановке сердца привело к необходимости создания прибора, подающего электрический импульс с целью синхронизации работы сердца. Первые эксперименты в этой области были проведены Н. Л. Гурвичем на базе НИИ физиологии НКЗдрава СССР. Впоследствии Н. Л. Гурвич перешел в Лабораторию экспериментальной физиологии по оживлению организма АМН СССР (будущий НИИОР), где продолжил изучение этой проблемы. В результате исследований в 1952 году был произведен прибор ИД-1-ВЭИ, являющийся первым в мире дефибриллятором. Впоследствии перед исследователями встал вопрос о наиболее эффективных и безопасных характеристиках импульса, подаваемого подобным прибором. В результате последующих исследований Н. Л. Гурвича было обосновано применение двухфазного импульса, названного его именем, и уже в 1972 году начато серийное производство первых в мире дефибрилляторов с биполярной формой импульса.

### Роль микробиоты при критических состояниях
Одним из направлений исследований сотрудников Института является изучение роли микробиоты в патогенезе критических состояний, и в первую очередь — сепсиса. Благодаря проведенным исследованиям стало известно, что в крови больных сепсисом появляется ряд метаболитов, в биосинтезе которых участвует микробиота, была выявлена связь между микробиотой и макроорганизмом на уровне ряда метаболитов, что создает предпосылки для появления новых методов лечения сепсиса.

## Журнал «Общая реаниматология»
С 2005 года Институт издает рецензируемый научно-практический журнал «Общая реаниматология», включенный в Перечень ВАК периодических научных и научно-технических изданий, выпускаемых в Российской Федерации, в которых рекомендуется публикация основных результатов диссертаций на соискание ученой степени или кандидата наук. С 2015 года журнал входит в международную информационную базу данных «Scopus».

## Руководители
1936—1988 г. Доктор медицинских наук, академик АМН СССР Неговский Владимир Александрович.
1988—1996 г. Доктор медицинских наук, член-корреспондент РАМН Семенов Виктор Николаевич.
1996—2016 г. Доктор медицинских наук, член-корреспондент РАМН Мороз Виктор Васильевич.
2016—2020 г. Доктор медицинских наук, профессор Молчанов Игорь Владимирович.
С 2020 по наст.время Доктор медицинских наук Кузовлев Артем Николаевич